# 神よ、皇帝フランツを守り給え
『神よ、皇帝フランツを守り給え』（かみよ、こうていフランツをまもりたまえ、ドイツ語: Gott erhalte Franz den Kaiser）あるいは『オーストリア皇帝讃歌』（オーストリアこうていさんか、ドイツ語: Österreichische Kaiserhymne）は、神聖ローマ帝国、オーストリア帝国（のちオーストリア＝ハンガリー帝国）の国歌。フランツ・ヨーゼフ・ハイドンの作曲による。ハイドンによるメロディーはその後、数多くの讃美歌やクラシック音楽の中で用いられ、またドイツの国歌『ドイツの歌』として転用されている。

## 作曲に至る過程
作曲の経緯には、2つの説がある。いずれにせよ、イングランドの『神よ国王を護り賜え』の影響を強く受けて成立したことは確実である。

### 第1の説

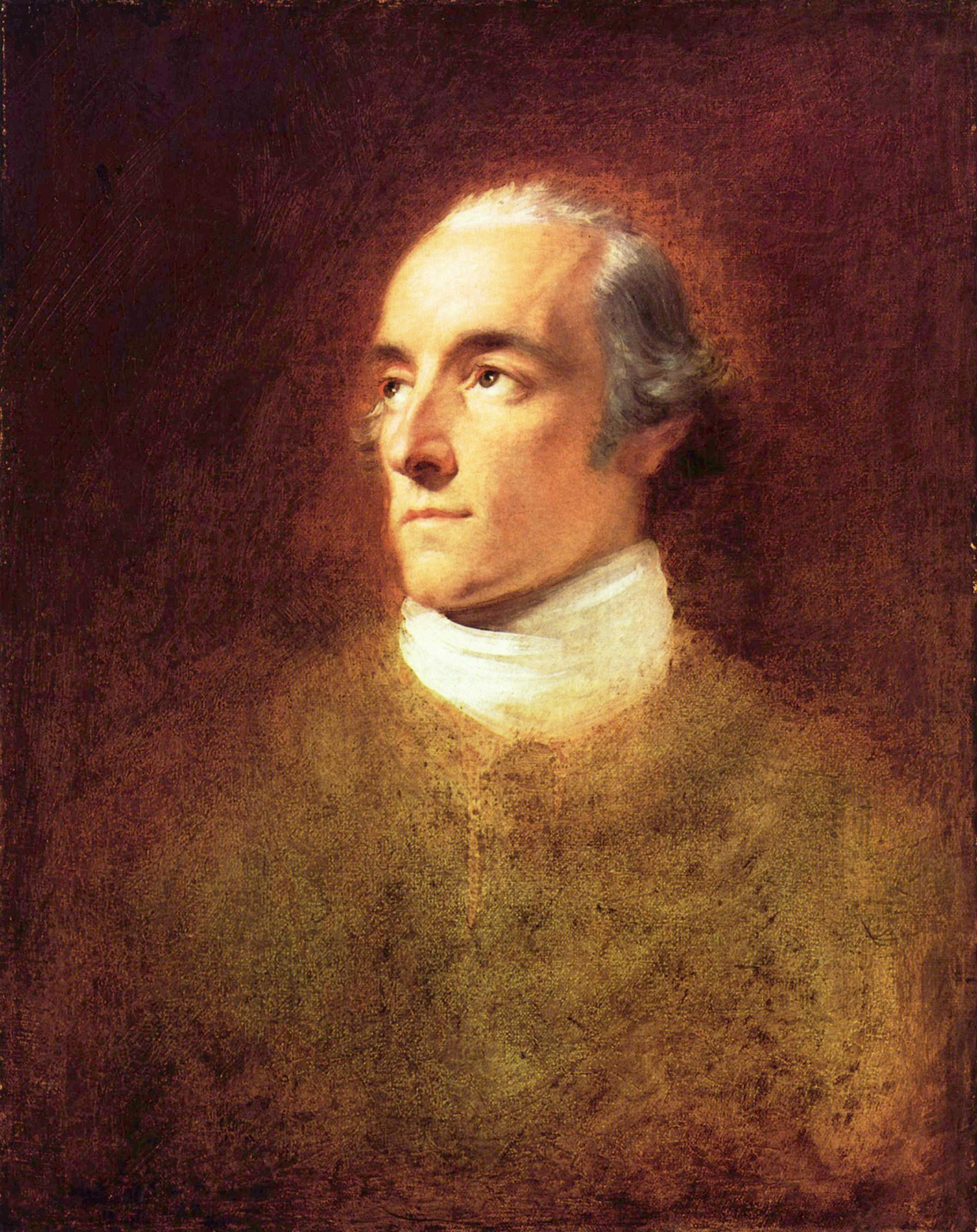
フランツ・ヨーゼフ・フォン・ゾーラウ伯爵

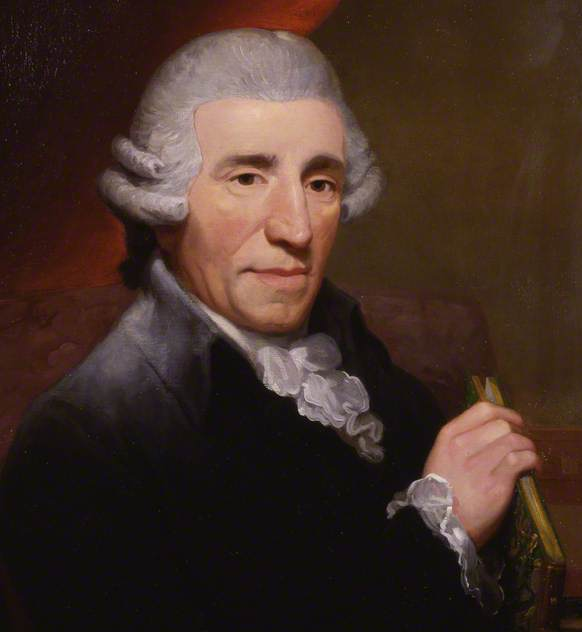
フランツ・ヨーゼフ・ハイドン

フランツ・ヨーゼフ・フォン・ゾーラウ伯爵が作曲全体のイニシアティブをとったとする説。ゾーラウ伯爵の1820年2月28日付の書状の内容に基づく。
フランス革命戦争の最中である1796年の終わり、神聖ローマ帝国（オーストリア）はナポレオン軍に脅かされるなど政治的に不安定な情勢下にあった。そのため皇帝のもとでの国民の団結が強く求められていたが、時の神聖ローマ皇帝フランツ2世は優柔不断かつ悲観的な性格で、それほど国民に愛されてはいなかった。
そこでニーダーエスターライヒ州政府長官のフランツ・ヨーゼフ・フォン・ゾーラウ伯爵は、国民の団結を促す契機となるものを作らんと、詩人のローレンツ・レオポルト・ハシュカに、イングランドの『神よ国王を護り賜え』を手本として、翌年の皇帝の誕生日（＝1797年2月12日）に演奏する歌の歌詞を書くように依頼した。1796年10月11日、ハシュカは完成した歌詞を、ゾーラウ伯爵に送った。
ゾーラウ伯爵から作曲を依頼されたハイドンも、1791年から92年、また1794年から95年にかけてロンドンに赴いた時に『神よ国王を護り賜え』を耳にしており、それを大いに意識して作曲を行った。（ハイドンの英国訪問については「ロンドン交響曲」も参照）

### 第2の説
ウィーンの宮廷図書館に勤めていたアントン・フランツ・シュミットという人物の記した書物に基づく。
『神よ国王を護り賜え』を聴いたハイドンが、ウィーンの音楽愛好家であるゴットフリート・ヴァン・スウィーテン男爵に、オーストリアにも同様の国歌があればと述べた。スウィーテンがゾーラウ伯爵にこれを伝え、ゾーラウ伯爵がハシュカに作詞を依頼した。

## 作曲

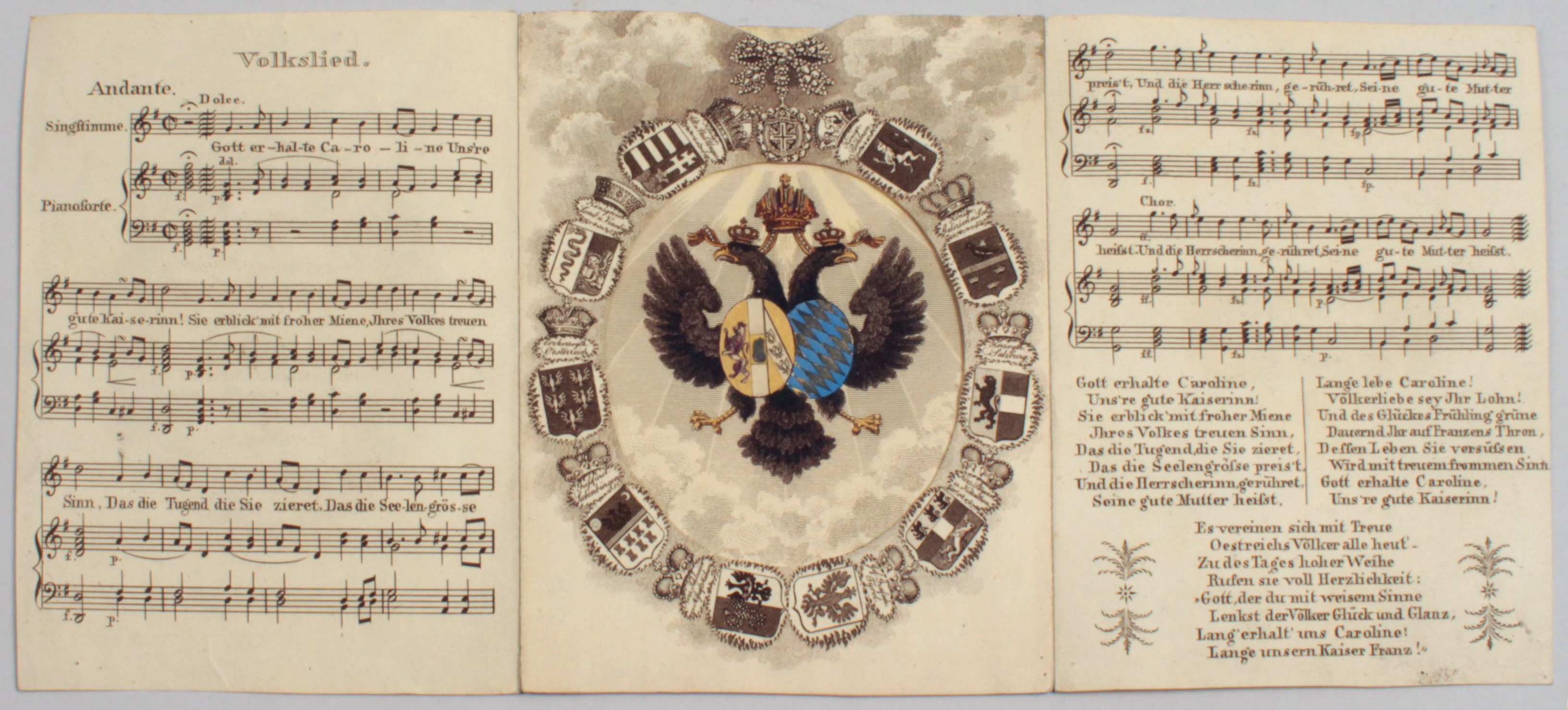
1816年ごろの楽譜。左上に「Volkslied.」とある

オーケストラ譜には、ハイドン自身の手で「Volck's Lied」という注記があり、その意味は「国民の歌」とも「民謡」ともとれる。これに関連し、作曲時にハイドンが参考にした可能性がある民謡がある。クロアチア民謡「悲しき花嫁（Zalostna zarucnice）」で、冒頭部分の音符とリズムの輪郭が完全に一致する。H.C.ロビンス・ランドンは、ハイドンが1761年以降仕えていたエステルハージ家の居城があったエステルハーザ付近でこの民謡が歌われていたと指摘している。
カトリックの『ローマ・ミサ典礼書』に含まれる《天にましますわれらの父よ》とも、冒頭の旋律に含まれる音が一致するなど、類似が指摘されている。

## 初演
1797年1月28日にゾーラウ伯爵がハイドンの浄書譜に出版を許可しているため、それまでには作曲が完了していたと考えられる。印刷は大急ぎで行われ、1月30日には初版の印刷が完了したらしい。そして皇帝フランツ2世の29歳の誕生日である1797年2月12日、ウィーンのブルク劇場において、フランツ2世臨席のもとでオーケストラ伴奏によって初演された。初演後まもなく、ハイドンと交流があったチャールズ・バーニーが、歌詞を英訳してイングランドで紹介し、好評を博した。

## 歌詞
初演以降、この歌は歌詞が何度か変えられている。「皇帝賛美」というコンセプトは同じであるが、フランツ2世の時だけでも2度変えられており、皇帝の代替わりの際に歌詞が変えられることがあった。

### 初稿（神聖ローマ帝国版）

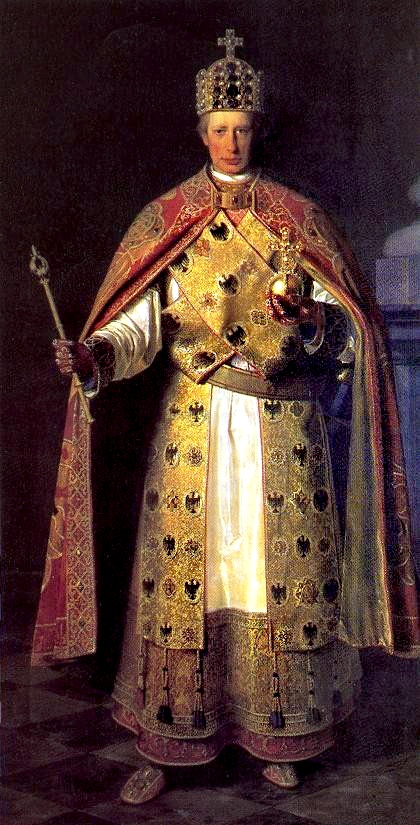
帝国宝物に身を包んだ神聖ローマ皇帝フランツ2世

各節の最後にある "Gott erhalte ...." （神よ、皇帝フランツを守り給え 我らが良き皇帝フランツを！）は繰り返す。
| （ドイツ語歌詞） 1. Gott erhalte Franz, den Kaiser, Unsern guten Kaiser Franz! Lange lebe Franz, der Kaiser, In des Glückes hellstem Glanz! Ihm erblühen Lorbeerreiser, Wo er geht, zum Ehrenkranz! Gott erhalte Franz, den Kaiser, Unsern guten Kaiser Franz! 2. Laß von seiner Fahne Spitzen Strahlen Sieg und Fruchtbarkeit! Laß in seinem Rate Sitzen Weisheit, Klugheit, Redlichkeit; Und mit Seiner Hoheit Blitzen Schalten nur Gerechtigkeit! Gott erhalte Franz, den Kaiser, Unsern guten Kaiser Franz! 3. Ströme deiner Gaben Fülle Über ihn, sein Haus und Reich! Brich der Bosheit Macht, enthülle Jeden Schelm- und Bubenstreich! Dein Gesetz sei stets sein Wille, Dieser uns Gesetzen gleich. Gott erhalte Franz, den Kaiser, Unsern guten Kaiser Franz! 4. Froh erleb' er seiner Lande, Seiner Völker höchsten Flor! Seh' sie, Eins durch Bruderbande, Ragen allen andern vor! Und vernehm' noch an dem Rande Später Gruft der Endkel Chor. Gott erhalte Franz, den Kaiser, Unsern guten Kaiser Franz! | （日本語訳） 1. 神よ、皇帝フランツを守りたまえ われらが良き皇帝フランツを! 皇帝に長寿あれ、 幸運の輝かしき栄光のうちに! 皇帝も行くところ 月桂樹の一枝も栄誉の花輪に繁れり! 神よ皇帝フランツを守り給え、 われらが良き皇帝フランツを! 2. 陛下の御旗を高々と掲げ、 勝利と実りを輝かせん! 陛下の集いに 英知と賢明と誠実を置かん! そして、威厳を煌かせて ただ正義を行わん! 神よ、皇帝フランツを守り給え、 われらが良き皇帝フランツを! 3. 汝の豊潤な才幹を 陛下とその宮殿、帝国に注ぎ込むべし! 悪意をなす不逞な、 ならず者や悪党どもの一撃をも打ち破るべし! 汝の法は常に陛下の大御心なり。 われらには皇帝と法は同じなり! 神よ、皇帝フランツを守り給え われらが良き皇帝フランツを! 4. 祖国!諸民族!高き勲章に 歓喜を味わわせよ! 奮戦敢闘して 前進すべし! 霊廟の際から 最期の歌声が聞こえん! 神よ、皇帝フランツを守り給え、 われらが良き皇帝フランツを! |

### 改訂版（オーストリア帝国版）

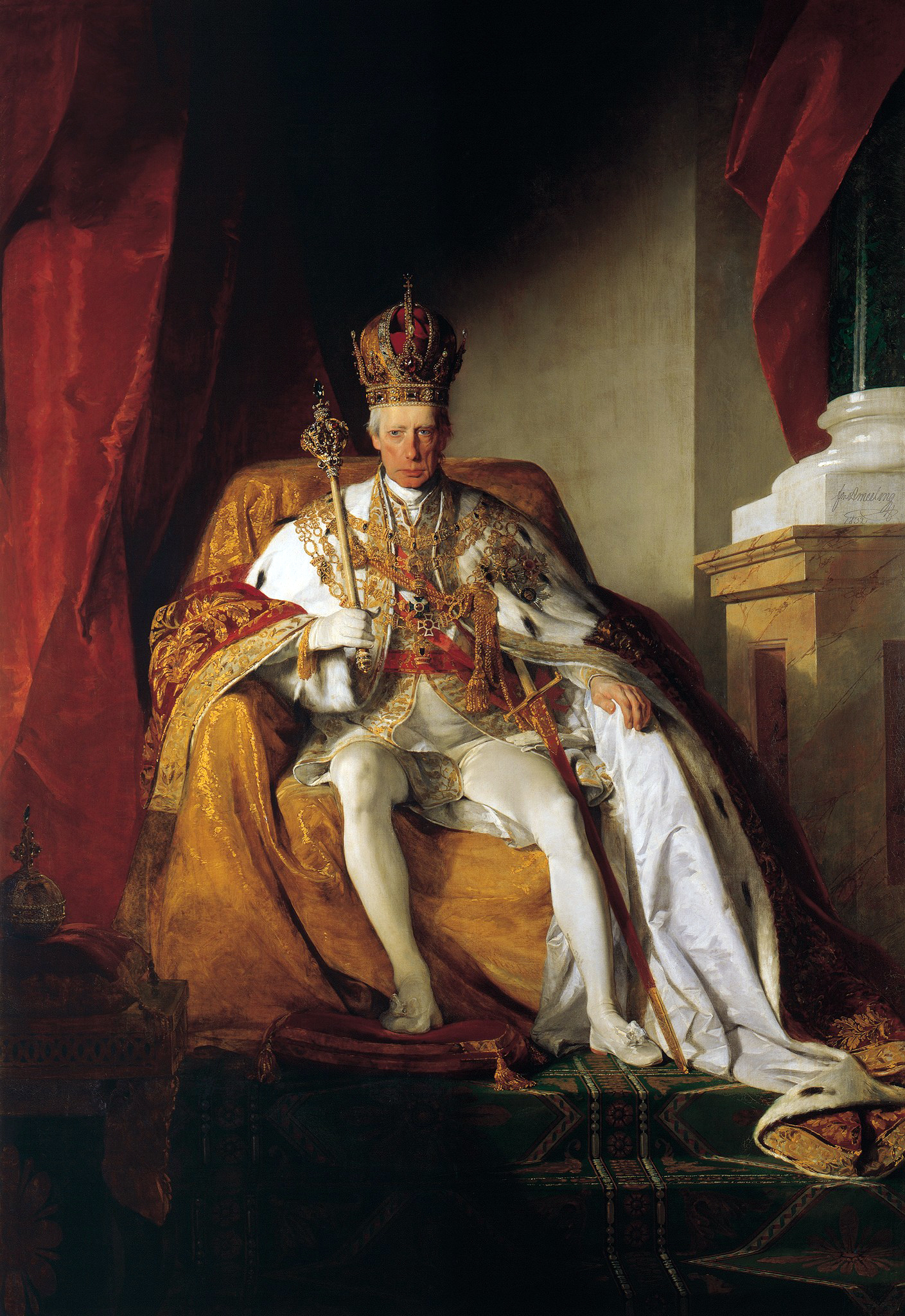
オーストリア皇帝フランツ1世

各節の最後にある "Gott erhalte ...." は繰り返す。
| （ドイツ語歌詞） 1. Gott erhalte Franz den Kaiser, Unsern guten Kaiser Franz, Hoch als Herrscher, hoch als Weiser, Steht er in des Ruhmes Glanz; Liebe windet Lorbeerreiser Ihm zum ewig grünen Kranz. Gott erhalte Franz den Kaiser, Unsern guten Kaiser Franz! 2. Über blühende Gefilde Reicht sein Zepter weit und breit; Säulen seines Throns sind milde, Biedersinn und Redlichkeit, Und von seinem Wappenschilde Strahlet die Gerechtigkeit. Gott erhalte Franz den Kaiser, Unsern guten Kaiser Franz! 3. Sich mit Tugenden zu schmücken, Achtet er der Sorgen werth, Nicht um Völker zu erdrücken Flammt in seiner Hand das Schwert: Sie zu segnen, zu beglücken, Ist der Preis, den er begehrt, Gott erhalte Franz den Kaiser, Unsern guten Kaiser Franz! 4. Er zerbrach der Knechtschaft Bande, Hob zur Freiheit uns empor! Früh' erleb' er deutscher Lande, Deutscher Völker höchsten Flor, Und vernehme noch am Rande Später Gruft der Enkel Chor: Gott erhalte Franz den Kaiser, Unsern guten Kaiser Franz! | （日本語訳） 1. 神よ皇帝フランツを守りたまえ われらが良き皇帝フランツを！ 統治者としては気高く、賢人としては高尚に、 陛下は栄光の輝きの中に立ちたまう 慈愛は月桂樹の枝を編みて 皇帝に常緑の花輪を与えん 神よ、皇帝フランツを守りたまえ 我らが良き皇帝フランツを！ 2. 花咲く野にて 陛下の王権は広く遠くに及ぶ 皇帝の玉座の柱は 寛大と誠実を象徴す さらに皇帝の紋章は 陛下の公正さを現す 神よ、皇帝フランツを守りたまえ 我らが良き皇帝フランツを！ 3. 陛下はその身を着飾り 思いを巡らし 民を幸いのために 御剣を掌中で煌めかせたまう 民に恵みを与え、幸いにすること これぞ叡慮にして、陛下の希望なる! 神よ、皇帝フランツを守りたまえ 我らが良き皇帝フランツを！ 4. 陛下は隷属の軛を克服し 我らを自由へと導かれた! 陛下はドイツ諸邦と諸国民を率いて ドイツ諸国民は興隆す 我らは陛下の事績を聞き 子々孫々まで歌い継がん 神よ、皇帝フランツを守りたまえ 我らが良き皇帝フランツを！ |

#### 1835 - 1848年版（フェルディナント1世治世）
ヨーゼフ・クリスティアン・フォン・ゼドリッツの作詞による。

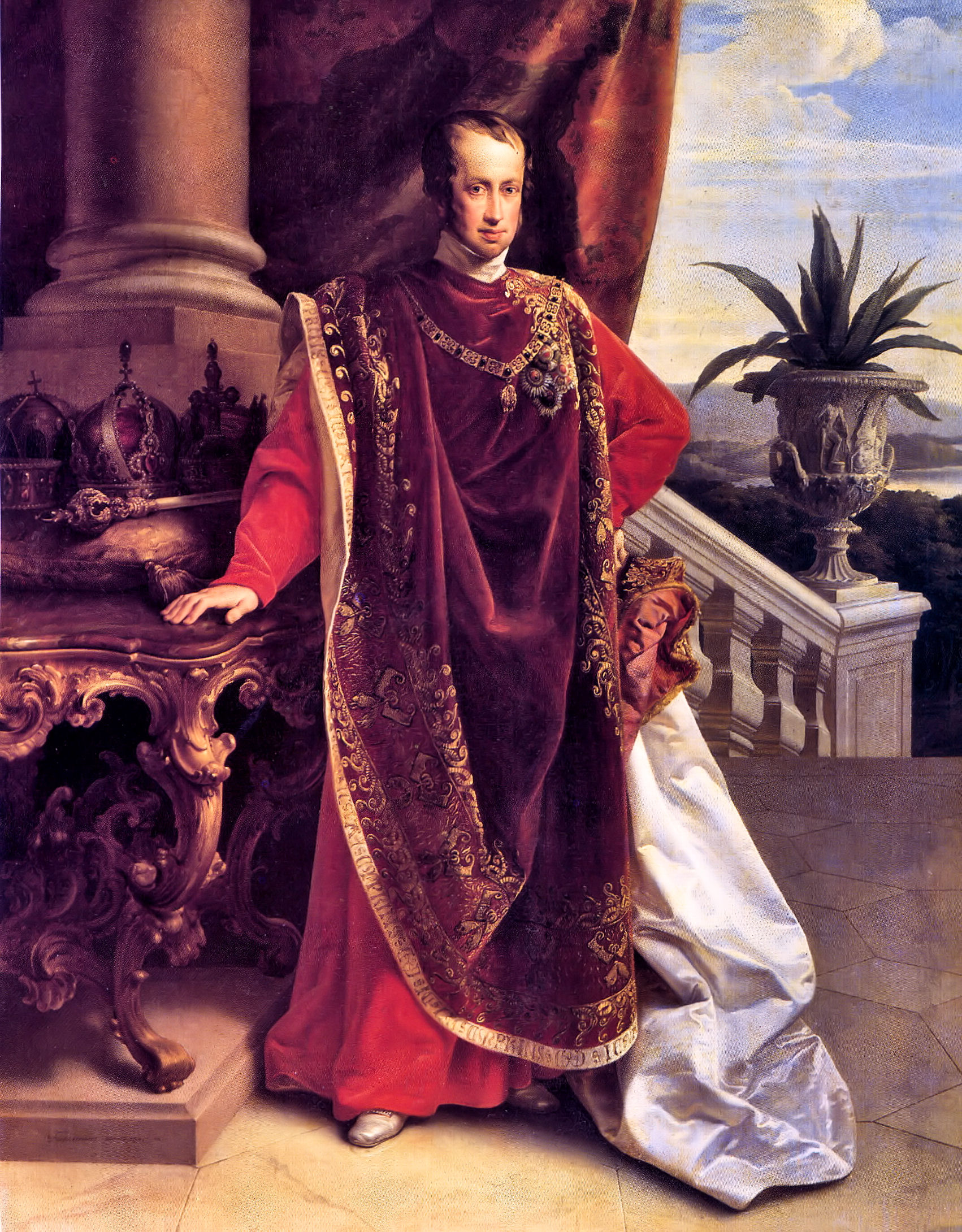
オーストリア皇帝フェルディナント1世

| （ドイツ語歌詞） 1. Segen Öst'reichs hohem Sohne, Unserm Kaiser Ferdinand! Gott von Deinem Wolkenthrone Blick' erhörend auf dies Land! Laß Ihn, auf des Lebens Höhen Hingestellt von Deiner Hand, Glücklich und beglückend stehen, Schütze unsern Ferdinand! Glücklich und beglückend stehen, Schütze unsern Ferdinand! 2. Alle Deine Gaben spende Gnädig Ihm und Seinem Haus'; Alle deine Engel sende, Herr, auf Seinen Wegen aus! Gib, daß Recht und Licht und Wahrheit, Wie sie Ihm im Herzen glüh'n, Lang' in reiner, ew'ger Klarheit Noch zu unserm Heile blüh'n! Lang' in reiner, ew'ger Klarheit Noch zu unserm Heile blüh'n! 3. Palmen laß Sein Haupt umkränzen, Scheuche Krieg und Zwietracht fort; Laß' Ihn hoch und herrlich glänzen, Als des Friedens Schirm und Hort! Laß' Ihn, wenn Gewitter grauen, Wie ein Sternbild hingestellt, Tröstend Licht hernieder thauen, In die sturmbewegte Welt! Tröstend Licht hernieder thauen, In die sturmbewegte Welt! 4. Holde Ruh' und Eintracht walte, Wo er sanft das Scepter schwingt; Seines Volkes Liebe halte Freudig Seinen Thron umringt; Unaufhörlich festgeschlungen Bleibe ewig dieses Band! Rufet "Heil" mit tausend Zungen, "Heil dem milden Ferdinand!" Rufet "Heil" mit tausend Zungen, "Heil dem milden Ferdinand! | （日本語訳） 1．オーストリアの高貴なご子息に祝福を、 我らが皇帝フェルディナント 神よ、曇りなき玉座より この国を見下ろしてお聞きたまえ！ 汝の御手によって 汝の御手自ら 幸福に、至福にうちたてたまえ、 我らがフェルディナントを守りたまえ！ 幸福に、至福をうちたてたまえ、 我らがフェルディナントを守りたまえ 2．すべての贈り物を 恵み深く、主とその家に； すべての天使を遣わしたまえ、 主よ、その道に、すべての天使を遣わしたまえ！ 正義と光と真実を与えたまえ、 それらが御心の中で輝くごとく、 純粋な永遠の清らかさの中に 我らの救いのために花開け！ 純粋で永遠の明瞭さのうちに長く 私たちの救いのために花開け 3．掌で御頭を包みたまえ、 戦争と不和を追い払いたまえ； かれを高く輝かせたまえ、 平和の傘として、避難所として！ 雷雨が灰色になった時、彼を 星座のごとく 慰めの光で照らしだし給え、 嵐に翻弄された世界に 慰めの光を投げかけたまえ、 嵐に翻弄された世界に 4．平和と調和が支配するように、 彼が優しく杖を振るうところに； その民の愛は 喜びをもって王座を囲みたまえ； 絶え間なく絡み合い この絆を永遠に！ 千の舌で 「万歳 」と叫べ、 「温和なフェルディナント万歳！」 千の舌で 「万歳 」と叫べ、 「温和なフェルディナントに万歳！ |
| [icon] | この節の加筆が望まれています。 |

#### 1854 - 1918年版（フランツ・ヨーゼフ1世・カール1世治世）

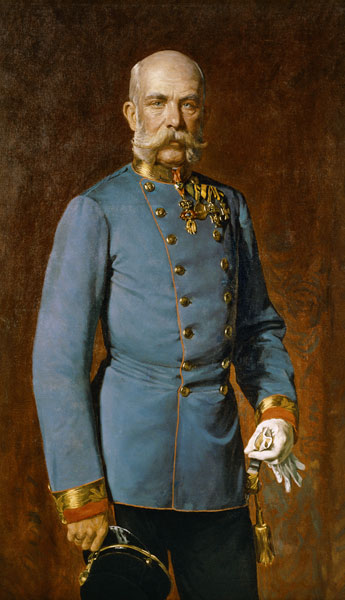
オーストリア皇帝フランツ・ヨーゼフ1世

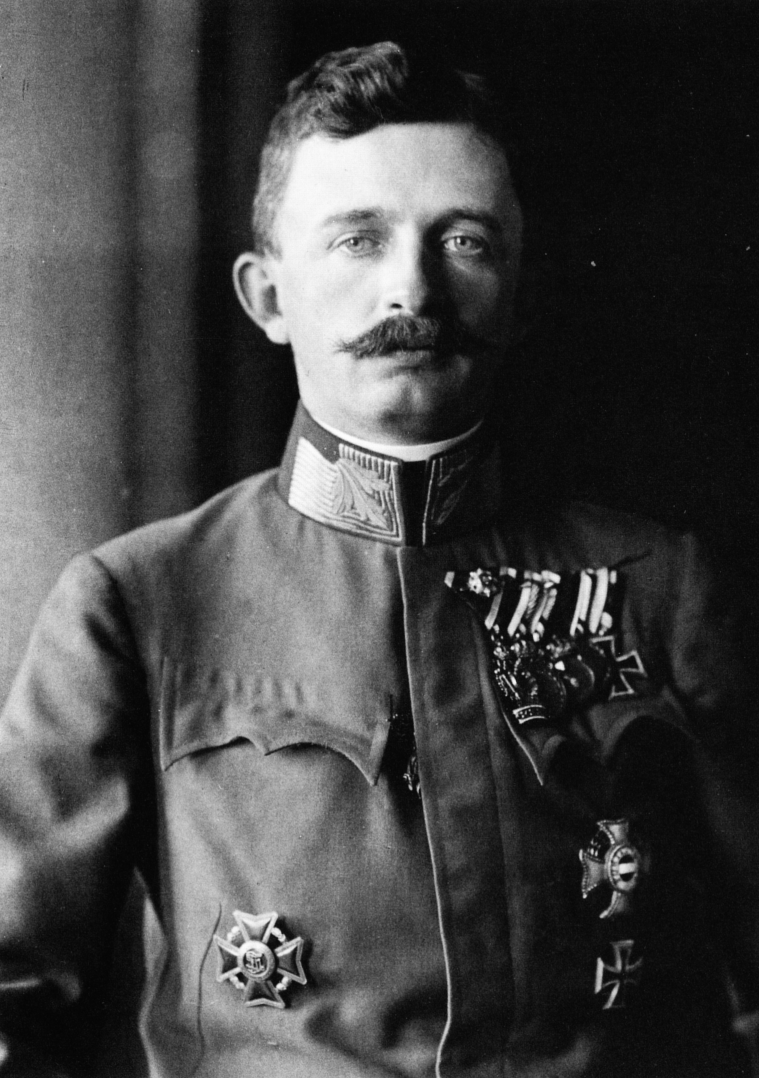
オーストリア皇帝カール1世

1848年革命の影響でフェルディナント1世が退位すると、再び「フランツ」の名を持つ、フランツ・ヨーゼフ1世の治世が到来した。そのため「神よ、皇帝フランツを守り給え」から始まるフランツ1世治世時の歌詞がまた用いられるようになった。これがおよそ6年間続き、1854年にヨハン・ガブリエル・ザイドルの作詞による新たな歌詞が付けられた。
| （ドイツ語歌詞） 1. Gott erhalte, Gott beschütze! Unsern Kaiser, unser Land! Mächtig durch des Glaubens Stütze, Führt er uns mit weiser Hand! Laßt uns seiner Väter Krone Schirmen wider jeden Feind! Innig bleibt mit Habsburgs Throne Österreichs Geschick vereint! Innig bleibt mit Habsburgs Throne Österreichs Geschick vereint! 2. Fromm und bieder, wahr und offen Laßt für Recht und Pflicht uns stehn; Laßt, wenns gilt, mit frohem Hoffen Mutvoll in den Kampf uns gehn Eingedenk der Lorbeerreiser Die das Heer so oft sich wand Gut und Blut für unsern Kaiser, Gut und Blut fürs Vaterland! Gut und Blut für unsern Kaiser, Gut und Blut fürs Vaterland! 3. Was der Bürger Fleiß geschaffen Schütze treu des Kaisers Kraft; Mit des Geistes heitren Waffen Siege Kunst und Wissenschaft! Segen sei dem Land beschieden Und sein Ruhm dem Segen gleich; Gottes Sonne strahl' in Frieden Auf ein glücklich Österreich! Gottes Sonne strahl' in Frieden Auf ein glücklich Österreich! 4. Laßt uns fest zusammenhalten, In der Eintracht liegt die Macht; Mit vereinter Kräfte Walten Wird das Schwere leicht vollbracht, Laßt uns Eins durch Brüderbande Gleichem Ziel entgegengehn Heil dem Kaiser, Heil dem Lande, Österreich wird ewig stehn! Heil dem Kaiser, Heil dem Lande, Österreich wird ewig stehn! 5. An des Kaisers Seite waltet, Ihm verwandt durch Stamm und Sinn, Reich an Reiz, der nie veraltet, Uns're holde Kaiserin. Was als Glück zu höchst gepriesen Ström' auf sie der Himmel aus: Heil Franz Josef, Heil Elisen, Segen Habsburgs ganzem Haus! Heil Franz Josef, Heil Elisen, Segen Habsburgs ganzem Haus! 6. Heil auch Öst'reichs Kaisersohne, Froher Zukunft Unterpfand, Seiner Eltern Freud' und Wonne, Rudolf tönt's im ganzen Land, Unsern Kronprinz Gott behüte, Segne und beglücke ihn, Von der ersten Jugendblüthe Bis in fernste Zeiten hin. Von der ersten Jugendblüthe Bis in fernste Zeiten hin. | （日本語訳） 1. 神よ保ちたまえ、神よ守りたまえ！ 我らの皇帝、我らの国を！ 皇帝は、信仰の助けを通じて力強く、 智慧の腕を以て我らを導きたまう！ 先祖代々の帝冠が我らを あらゆる敵から守りなむ！ オーストリアの運命は維持されん ハプスブルクの帝権と親密に結びつきて！ オーストリアの運命は維持されん ハプスブルクの帝権と親密に結びつきて！ 2. 敬虔にして誠実にして真実にして開明的に 権利と義務に賛成せん 喜ばしい希望があらば 我らの戦いに敢然と赴くべし 月桂樹の輪に心を留めて 我らの皇帝に血と宝を 我らの国に血と宝を！ 我らの皇帝に血と宝を 我らの国に血と宝を！ 3. 兄弟ら熱烈につくり上げしものよ 我らの皇帝を守り給え 勇敢な精神の武器を以て 芸術と科学に勝利せん！ 与えられし土地は祝福され 皇帝の名誉も同じく祝福さる 平和の裡なる神の太陽の輝きは 幸いなるオーストリアの上にあり！ 平和の裡なる神の太陽の輝きは 幸いなるオーストリアの上にあり！ 4. 強固に団結すべし 統一の中にこそ力あれ 団結した力を以て統治せん 困難がたやすく成就すれども 兄弟を一つにまとめ上げ 共通の目標へ目指さん！ 皇帝万歳、大地を癒しつ オーストリアは長しえにあらん！ 皇帝万歳、大地を癒しつ オーストリアは長しえにあらん 5. 皇帝のそばにあって統治され 血筋と気質を通じて結びつき 衰えぬ魅力の豊かな 我らが気高き皇后 幸運が最も崇高にするものが 天より両陛下へ降り注ぐ フランツ・ヨーゼフ万歳エリーザベト万歳 ハプスブルクの家すべてに祝福あれ！ フランツ・ヨーゼフ万歳エリーザベト万歳 ハプスブルクの家すべてに祝福あれ！ 6. オーストリアの皇帝の御子息万歳！ 一層嬉しき未来の証 父帝、母后の喜び 「ルドルフ！」と呼ぶ声が国中に響き渡る 神よ、皇太子を守り給え 祝福し給え、喜ばし給え 若さの開花の始まりより 遠き未来のときまで 若さの開花の始まりより 遠き未来のときまで |

1854年の改訂によって、皇帝の個人名が含まれていない一般的な内容による歌詞になった。ただしフランツ・ヨーゼフ1世がエリーザベトを皇后に迎えた後に加筆された5番、ルドルフ皇太子の誕生後に加筆された6番には、個人名が含まれている。
第一次世界大戦のさなかにカール1世が皇位を継承すると、歌詞を改訂しようとする動きがあったが、その前にハプスブルク帝国は敗戦とともに瓦解した。すなわち、カール1世の治世下では最後までフランツ・ヨーゼフ1世の時の歌詞が用いられた。1989年4月1日に催された最後の皇后ツィタ・フォン・ブルボン＝パルマの葬儀と、2011年7月16日に催された最後の皇太子オットー・フォン・ハプスブルクの葬儀でも、この「1854年版」の第1番が唱和されている。

## 共和制移行後

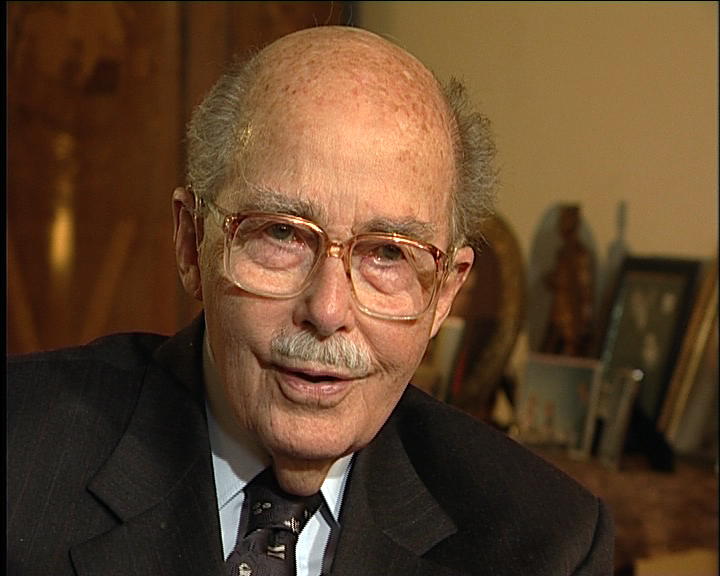
最後のオーストリア皇太子、オットー・フォン・ハプスブルク

最後の皇帝カール1世が1922年に亡命先のマデイラ島で崩御した後、その遺児である元皇太子オットーを「オーストリア皇帝」と仰ぐ王党派によって、ハイドンの旋律に新たな歌詞が付けられた。
| （ドイツ語歌詞） In Verbannung, fern den Landen Weilst Du, Hoffnung Österreichs. Otto, treu in festen Banden Steh´n zu Dir wir felsengleich. Dir, mein Kaiser, sei beschieden Alter Ruhm und neues Glück! Bring den Völkern endlich Frieden, Kehr zur Heimat bald zurück! Bring den Völkern endlich Frieden, Kehr zur Heimat bald zurück! | （日本語訳） 遠く離れた地の亡命者 あなたはオーストリアの希望です。 オットー、堅実な関係に忠実な 私たちは岩のように立っています。 あなた、私の皇帝は、与えられました。 古い栄光と新しい幸運を！ 最後には、人々に平和をもたらします。 すぐに故郷にご帰還を！ 最後には、人々に平和をもたらします。 すぐに故郷にご帰還を！ |

オーストリア＝ハンガリー帝国崩壊後に成立した第一共和国は、帝政時代の国歌を受け継がず、共和国初代首相カール・レンナーの作詞、ヴィルヘルム・キーンツルの作曲による『輝かしき国、ドイツ・オーストリア』を国歌とした。
しかしこの曲はあまり国民に受け入れられず、1930年にはハイドンの皇帝讃歌の旋律にオットカール・ケルンシュトックの詩『永遠に祝福を受けよ』を乗せたものを国歌とするという布告が出された。第二次世界大戦後、それまでの国歌の使用が連合国によって禁止され、結果的にヴォルフガング・アマデウス・モーツァルトの作曲とされる旋律を用いた『山岳の国、大河の国』が制定されたが、再びハイドンの曲をオーストリア国歌の位置に戻す努力もなされた。

## 編曲など
- ハイドン自身の弦楽四重奏曲第77番「皇帝」
- ジョン・ニュートンの歌詞による讃美歌『栄えに満ちたる』
- ヨハン・シュトラウス2世の『皇帝フランツ・ヨーゼフ1世救命祝賀行進曲』、ワルツ『ミルテの花冠』、行進曲『ハプスブルク万歳!』
- カール・ミヒャエル・ツィーラーのワルツ『皇后』
- カール・ミュールベルガーの軍楽『皇帝猟兵行進曲』（Kaiserjägermarsch、原題は『我は皇帝猟兵の一員』を意味する Mir sein die Kaiserjäger）
- スメタナの『祝典交響曲（Festive Symphony）』
- バルトークの交響詩『コシュート（英語版）』
- ヴィエニャフスキのヴァイオリン練習曲集「新しい手法(L'École Moderne, Études-Caprices)」の終曲は、この曲を主題とした変奏曲である。練習曲と標榜されてはいるものの、超絶技巧に終始する難曲である。
- シルヴィオ・ラニエーリ（英語版）のマンドリン独奏曲『ハイドンの主題による変奏曲（Variazioni su un tema di Haydn）』